# ای‌اوسی
ای‌اوسی (انگلیسی: AOC International) شرکت رایانه‌ای تایوانی است، که در سال ۱۹۳۴ تأسیس شد.